# Тимченки (Черкасская область)
Тимче́нки (укр. Тимченки) — село в Чернобаевском районе Черкасской области Украины. Расположено на реке Баталий.
Население по переписи 2001 года составляло 1251 человек. Почтовый индекс — 19962. Телефонный код — 4739.

## Местный совет
19962, Черкасская обл., Чернобаевский р-н, с. Тимченки, ул. Молодіжна 16